# Ciclismo ai Giochi della I Olimpiade - Corsa in linea

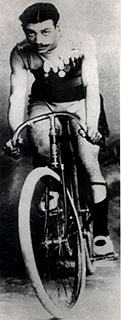
Aristidis Konstantinidis

La corsa in linea di ciclismo su strada dei Giochi della I Olimpiade fu uno degli eventi sportivi dei primi Giochi olimpici moderni, tenutasi ad Atene, in Grecia, il 12 aprile 1896.

## Resoconto degli eventi
La corsa era lunga 87 kilometri e consisteva nel pedalare fino alla città di Maratona e ritornare ad Atene, arrivando al velodromo Neo Phaliron, seguendo lo stesso percorso della maratona di corsa. Sette ciclisti parteciparono all'evento, tra i quali il tedesco August von Gödrich, il britannico Edward Battel (che lavorava come maggiordomo nell'ambasciata inglese ad Atene) e cinque greci. All'arrivo a Maratona, dovevano segnalare il loro passaggio per dimostrare di esservi transitati.
Aristeidīs Kōnstantinidīs fu primo a transitare al "giro di boa" presso Maratona; la sua bicicletta si ruppe nel ritorno verso Atene e Battel lo sopravanzò, prima che il greco fosse in grado di reperire un'altra bicicletta e di continuare. Sia Konstantinidis che Battel caddero di nuovo, prima del termine della gara, ma il britannico ebbe conseguenze peggiori e arretrò in terza posizione, sopravanzato da Konstantinidis e da Gödrich. Molti altri ciclisti caddero: in totale Konstantinidis cadde tre volte, così come Gödrich, che dovette attendere una bicicletta sostitutiva.

## Risultati
| Pos. | Corridore                 | Squadra       | Tempo    |
| ---- | ------------------------- | ------------- | -------- |
| 1    | Aristeidīs Kōnstantinidīs | Grecia        | 3h22'32″ |
| 2    | August von Gödrich        | Germania      | a 19'47" |
| 3    | Edward Battel             | Gran Bretagna | ?        |
| 4    | Geōrgios Aspiōtīs         | Grecia        | ?        |
| 5    | Miltiadīs Iatrou          | Grecia        | ?        |
| 6    | Konstantinos Konstantinou | Grecia        | ?        |
| 7    | Georgios Paraskevopoulos  | Grecia        | ?        |